# Pritchardia puella
Pritchardia puella là một loài ruồi trong họ Asilidae. Pritchardia puella được Bromley miêu tả năm 1932.